# Aloconota subgrandis
Aloconota subgrandis är en skalbaggsart som först beskrevs av Lars Zakarias Brundin 1954.  Aloconota subgrandis ingår i släktet Aloconota, och familjen kortvingar. Arten är reproducerande i Sverige.